# Oxyopes timorensis
Oxyopes timorensis är en spindelart som beskrevs av Schenkel 1944. Oxyopes timorensis ingår i släktet Oxyopes och familjen lospindlar. Inga underarter finns listade i Catalogue of Life.